# شعب ويلجا أورومو
شعب ويلجا أورومو (بالإنجليزية: Welega Oromo people)‏ كما وردت ويلججا أو ولارجا، هم فرع من شعب أورومو الذين يعيشون في أوروميا، إثيوبيا، في مقاطعة ويلجا القديمة. قلة منهم يعيشون عبر الحدود في السودان. يتحدثون لغة أورومو.
يبلغ عدد سكان ويلجا حوالي 8 ملايين نسمة، معظمهم من المسيحيين.